# Arroyo de María Lemos
Der Arroyo de María Lemos ist ein Fluss im Norden Uruguays.
Er entspringt auf dem Gebiet des Departamento Artigas in der Cuchilla de Catalán. Von dort fließt er in nordöstliche Richtung und mündet schließlich als linksseitiger Nebenfluss in den Río Cuareim.